# A Ferencvárosi TC 1902-es szezonja
A Ferencvárosi TC 1902-es szezonja szócikk a Ferencvárosi TC első számú férfi labdarúgócsapatának egy szezonjáról szól, mely összességében és sorozatban is a 2. idénye volt a csapatnak a magyar első osztályban. A klub fennállásának ekkor volt a 3. évfordulója.

## Mérkőzések
| Színmagyarázat | Színmagyarázat |
| -------------- | -------------- |
|                | Győzelem.      |
|                | Döntetlen.     |
|                | Vereség.       |

### Bajnokság (I. osztály) 1902
| 1902. február 9. |

| Ferencváros          | 3 – 3       | 33 FC |
| -------------------- | ----------- | ----- |
| Pokorny Szabó Borbás | Jegyzőkönyv |       |

| Budapest |

| 1902. február 16. |

| Budapesti SC | 0 – 3       | Ferencváros |
| ------------ | ----------- | ----------- |
|              | Jegyzőkönyv | Pokorny     |

| Millenáris, Budapest |

| 1902. február 23. |

| Budapesti TC | 5 – 1       | Ferencváros |
| ------------ | ----------- | ----------- |
|              | Jegyzőkönyv | Braun       |

| Millenáris, Budapest |

| 1902. április 20. |

| Magyar ÚE | 1 – 2       | Ferencváros  |
| --------- | ----------- | ------------ |
|           | Jegyzőkönyv | Borbás Szabó |

| Millenáris, Budapest |

| 1902. október 25. |

| 33 FC | 2 – 1       | Ferencváros |
| ----- | ----------- | ----------- |
|       | Jegyzőkönyv | Szabó       |

| Budapest |

| 1902. november 2. |

| Ferencváros | 0 – 2       | Budapesti TC |
| ----------- | ----------- | ------------ |
|             | Jegyzőkönyv |              |

| Millenáris, Budapest |

| 1902. november 30. |

| Ferencváros          | 4 – 0       | Budapesti SC |
| -------------------- | ----------- | ------------ |
| Borbás Pokorny Braun | Jegyzőkönyv |              |

| Budapest |

#### A végeredmény
| #  | Csapat  | M | GY | D | V | G+ – G– | GK  | P  | Megjegyzések |
| -- | ------- | - | -- | - | - | ------- | --- | -- | ------------ |
| 1. | BTC (B) | 8 | 7  | 1 | 0 | 31–4    | +27 | 15 | Bajnokcsapat |
| 2. | FTC     | 8 | 4  | 1 | 3 | 14–13   | +1  | 9  |              |
| 3. | 33 FC   | 8 | 3  | 3 | 2 | 11–12   | −1  | 9  |              |
| 4. | BSC (K) | 8 | 2  | 0 | 6 | 4–33    | −29 | 4  | II. osztály  |
| 5. | MÚE     | 8 | 1  | 1 | 6 | 7–5     | +2  | 3  | Visszalépett |

Forrás: Mező Ferenc: Futball-adattár ISBN 963 7543 58 9 
A rangsorolás alapszabályai: 1. összpontszám, 2. egymás elleni eredmények összpontszáma, 3. gólkülönbség, 4. szerzett gólok száma.
(B): Bajnokcsapat, (K): Kieső csapat, (F): Feljutó csapat, (I): Kupainduló, (R): A rájátszás győztese, (KGY): Kupagyőztes

### Challenge Kupa(1)
| 1902. március 16. |

| Ferencváros         | 3 – 1       | Budapesti SC |
| ------------------- | ----------- | ------------ |
| Braun Kovács Borbás | Jegyzőkönyv |              |

| Budapest |

| 1902. április 27. |

| Budapesti TC | 5 – 1       | Ferencváros |
| ------------ | ----------- | ----------- |
|              | Jegyzőkönyv | Kovács      |

| Millenáris, Budapest |

### Challenge Kupa(2)
| 1902. november 16. |

| Ferencváros | 1 – 0       | 33 FC |
| ----------- | ----------- | ----- |
| Borbás      | Jegyzőkönyv |       |

| Millenáris, Budapest |

### Egyéb mérkőzések
| 1902. március 27. |

| Ferencváros | 0 – 16      | Oxford |
| ----------- | ----------- | ------ |
|             | Jegyzőkönyv |        |

| Budapest |

| 1902. május 4. |

| Slavia Praha | 4 – 1       | Ferencváros |
| ------------ | ----------- | ----------- |
|              | Jegyzőkönyv | Fekete      |

| Prága |

| 1902. május 12. |

| Ferencváros           | 3 – 1       | SC Favorit |
| --------------------- | ----------- | ---------- |
| Gorszky Fekete Kovács | Jegyzőkönyv |            |

| Millenáris, Budapest |

| 1902. május 17. |

| Ferencváros | 0 – 7       | Boldklub |
| ----------- | ----------- | -------- |
|             | Jegyzőkönyv |          |

| Millenáris, Budapest |

| 1902. június 14. |

| Ferencváros    | 2 – 2       | Budapesti TC |
| -------------- | ----------- | ------------ |
| Borbás Pokorny | Jegyzőkönyv |              |

| Besztercebánya |

| 1902. november 23. |

| Slavia Praha | 8 – 3       | Ferencváros            |
| ------------ | ----------- | ---------------------- |
|              | Jegyzőkönyv | Bródy Braun Feketeházy |

| Prága |

## Külső hivatkozások
- A csapat hivatalos honlapja (magyarul)
- Az 1902-es szezon menetrendje a tempofradi.hu-n (magyarul)